# Anton Matthäi
Anton Salvatore Matthäi (Hamburgo, 16 de diciembre de 1999), más conocido como Anton Matthäi, es un futbolista alemán que juega como portero y su equipo es el Fußball-Club Alsterbrüder von 1948 e.V. de la Oberliga Hamburg.

## Clubes
| Club                         | País     | Año       |
| ---------------------------- | -------- | --------- |
| Altona 93                    | Alemania | 2017-2019 |
| Eimsbütteler TV              | Alemania | 2019-2020 |
| Hamburger SV III             | Alemania | 2020-2021 |
| Altona 93                    | Alemania | 2021-2022 |
| Cultural y Deportiva Leonesa | España   | 2022-2023 |
| FC Alsterbrüder              | Alemania | 2023-Act. |